# Risako Mitsui
Pour les articles homonymes, voir Mitsui.
Risako Mitsui (三井 梨紗子, Mitsui Risako) est une nageuse synchronisée japonaise née le 23 septembre 1993 à Shinjuku. Aux Jeux olympiques d'été de 2016 à Rio de Janeiro, elle remporte la médaille de bronze du duo avec Yukiko Inui et la médaille de bronze du ballet avec le reste de l'équipe japonaise.